# Astragalus chaetodon
Astragalus chaetodon är en ärtväxtart som beskrevs av Aleksandr Andrejevitj Bunge. Astragalus chaetodon ingår i släktet vedlar, och familjen ärtväxter. Inga underarter finns listade i Catalogue of Life.